# Rum (band)
Rum (1969-1986) was een Belgische Nederlandstalige folkgroep, die invloeden uit de Engelse/Ierse folk en Vlaamse traditionele muziek combineerde. Hun bekendste liedje is Ik hou van alle vrouwen (1974). In 1978 vertrok Paul Rans om een solocarrière te beginnen, en in 1979 vertrokken Wiet Van de Leest en Vera Coomans uit de band naar de band Madou om avontuurlijker muziek te maken. Dirk Van Esbroeck maakte een doorstart, hoewel de muziek verder van de oorspronkelijke band afstond. In 1981 stond RUM samen met WANNES (Van de Velde) op het BROSELLA podium in het Openluchttheater te Brussel = Groentheater (Ossegempark, Laken) - als inzending van de BRT voor het tweede E.B.U. Folkfestival. Na teleurstellende optredens ter promotie van het laatste album Flandria Tropical stopte de groep. In 2005 verscheen een verzameldoos met de eerste vier lp’s en een dvd. Dat bracht de oorspronkelijke drie leden weer samen, waarna zij op tournee gingen met Laïs. De dood van Dirk Van Esbroeck in mei 2007 maakte een einde aan de reünie. De overgebleven Rans en Van de Leest werkten vervolgens samen met gitarist Jokke Schreurs en zanger Marc Hauman, voor een reeks hommageconcerten voor Van Esbroeck, en later ook voor een eerbetoon aan Wannes Van de Velde. Die viermansbezetting treedt sindsdien op als A la Rum.

## Leden van de band
- Dirk Lambrechts (1969-1972)
- Paul (Pol) Rans (1969-1978)
- Wiet Van de Leest (1969-1979)
- Dirk Van Esbroeck (1972-1986)
- Vera Coomans (1975-1979)
- Juan Masondo (1977-1986)
- Frakke Arn (1979-1986)
- Jean-Pierre van Hees (1979-1986)

## Albums
- 1972 Rum 1
- 1974 Rum 2 (bevat o.m. het lied Heer Halewijn zong een liedekijn)
- 1975 Rum 3
- 1978 Hinkelen
- 1980 Gelukkig ma non troppo
- 1982 Flandria Tropical
- 2005 Rum: Master Serie (compilatie)
- 2005 Rum 1972 - 1978 (verzamelalbum met eerste vier albums op 2cd's en extra dvd)
- 2015 Rum Integraal (box met alle eerder uitgebrachte albums en een bonus cd met werk van individuele bandleden)

| Album met hitnotering(en) in de Vlaamse Ultratop 200 albums | Datum van verschijnen | Datum van binnenkomst | Hoogste positie | Aantal weken | Opmerkingen |
| ----------------------------------------------------------- | --------------------- | --------------------- | --------------- | ------------ | ----------- |
| 1972-1978                                                   | 2005                  | 28-05-2005            | 63              | 3            |             |
| Integraal                                                   | 2015                  | 18-04-2015            | 79              | 4*           |             |